# Calligra Words
Calligra Words is een tekstverwerker die onderdeel is van Calligra Suite. Words wordt ontwikkeld door KDE als vrije software.

## Geschiedenis
Toen de Calligra Suite werd gevormd was Words in tegenstelling tot andere Calligra-applicaties geen voortzetting van de respectievelijke KOffice-applicatie - KWord. Words was grotendeels opnieuw geschreven - in mei 2011 werd een nieuwe lay-outengine aangekondigd. De eerste versie werd beschikbaar gesteld op 11 april 2012 als versie 2.4 om een overeenstemmende versie te hebben met de andere applicaties van de Calligra Suite.
Calligra Words werd de standaard tekstverwerker in Kubuntu 12.04 in de plaats van LibreOffice Writer.

## Formulebewerker
Formules in Calligra Words worden mogelijk gemaakt door de "Formula"-plug-in. Het is een formulebewerker met een wysiwyg-interface.